# Velikostně konzistentní a velikostně extenzivní
V kvantové chemii jsou velikostní konzistentnost (z angl. size consistency) a velikostní extenzivnost (z angl. size extensivity) pojmy týkající se chování výpočtů kvantové chemie vzhledem k změně velikosti systému. Velikostní konzistentnost (nebo přesná separabilita) je vlastnost, která zaručuje konzistentí výsledky energie pro interagující molekulární systém ve kterém dojde k přerušení interakce (například vzdálením molekul od sebe). Velikostní extenzivita, kterou zavedl Bartlett, je matematičtější formální charakteristikou, která odkazuje na správné (lineární) škálování metody s počtem elektronů.
Mějme dva neinteragující systémy A a B. Má-li být teorie pro výpočet energie konzistentní s velikostí systému, pak energie supersystému A+B, ve kterém jsou A a B odděleny takovou vzdáleností že v podstatě neexistuje sdílená elektronová hustota, se rovná součtu energie A a B neboli {\displaystyle (E(A+B)=E(A)+E(B))}. Tato vlastnost je nesmírně důležitá pro získání přesných disociačních křivek. Jiní argumentují, že celý povrch potenciální energie by měl být dobře definován.
Velikostní konzistentnost a velikostní extenzivnost se v literatuře někdy používají zaměnitelně. Mezi nimi je však velký rozdíl a je třeba je rozlišovat. Hartree – Fock(HF), metoda vázaných klastrů, mnoho částicová poruchová teorie (v libovolném pořadí) a úplná konfigurační interakce(CI) jsou velikostně extenzivní, ale ne vždy konzistentní s velikostí. Například Restricted Hartree – Fock není schopen správně popsat disociační křivky H2, a proto všechny post HF metody, které používají restricted HF jako výchozí bod, v tomto ohledu selžou (tzv. single-reference metody). Někdy mohou numerické chyby způsobit, že se metoda, která je formálně konzistentní s velikostí, chová způsobem, který není konzistentní s velikostí.
Core-extensivity (zde je velmi těžké najít přesně definující český překlad) je další související vlastnost, která rozšiřuje požadavek na správné zacházení s excitovanými stavy.